# I colori del cuore
I colori del cuore è un romanzo di Laura Mancinelli pubblicato per la prima volta da Einaudi nel 2005

## Edizioni
- I colori del cuore, collana Arcipelago Einaudi n.71, Einaudi, 2005.
- Biglietto d'amore. I colori del cuore. Il ragazzo dagli occhi neri, collana ET Scrittori, Einaudi, 2008, ISBN 978-88-06-19327-0.